# Park In-bee
Park In-bee (* 12. Juli 1988 in Seoul; auch als Inbee Park bekannt) ist eine südkoreanische Profigolferin. 

## Karriere
Park begann im Alter von zehn Jahren mit Golf und zog zwei Jahre später in die Vereinigten Staaten, um sich mehr auf den Golfsport zu konzentrieren. Sie gewann dort zahlreiche Juniorentitel. 2007 wurde sie Profispielerin und schon ein Jahr später gewann sie mit den United States Women’s Open Championship ihr erstes Major-Turnier. Bis 2015 folgten sechs weitere Major-Titel, davon ein weiteres Mal bei den United Stats Women’s Open Championship, einmal beim Kraft Nabisco Championship, dreimal beim LPGA Championship und einmal bei den Women’s British Open. Zum 15. April 2013 übernahm sie erstmals die Führung in der Weltrangliste. Insgesamt stand sie bereits 106 Wochen an deren Spitze, davon 59 Wochen in Folge. Bei den Olympischen Spielen 2016 in Rio de Janeiro, bei denen nach 112 Jahren Pause erstmals wieder ein Golfwettkampf ausgetragen wurde, gewann sie vor Lydia Ko die Goldmedaille.
Park hat einen Studienabschluss an der Kwangwoon University in Seoul erlangt.

## Turniersiege

### Profiturniere
Anmerkung: Siege bei Majorturnieren sind in Fettschrift hervorgehoben.
- 2008: U.S. Women’s Open
- 2012: Evian Masters, Sime Darby LPGA Malaysia
- 2013:	Honda LPGA Thailand, Kraft Nabisco Championship, North Texas LPGA Shootout, Wegmans LPGA Championship, Walmart NW Arkansas Championship, U.S. Women’s Open
- 2014: Manulife Financial LPGA Classic, Wegmans LPGA Championship, Fubon LPGA Taiwan Championship
- 2015:	HSBC Women’s Champions, Volunteers of America North Texas Shootout, KPMG Women’s PGA Championship, Ricoh Women’s British Open, Lorena Ochoa Invitational
- 2017: HSBC Women’s Champions
- 2018: Bank of Hope Founders Cup